# Putnoki járás
A Putnoki járás Borsod-Abaúj-Zemplén vármegyéhez tartozó járás Magyarországon, amely 2013-ban jött létre. Székhelye Putnok. Területe 391,25 km², népessége 18 834 fő, népsűrűsége 48 fő/km² volt a 2012. évi adatok szerint. Egy város (Putnok) és 25 község tartozik hozzá, melyek az Edelényi, a Kazincbarcikai és az Ózdi kistérséghez tartoznak.
A Putnoki járás a járások 1983-as megszüntetése előtt is létezett 1910 és 1961 között, és e fél évszázad alatt különböző megyékhez tartozott.

## Települései
| Település      | Rang   | Kistérség (2013. január 1.) | Népesség (2012. január 1.) | Terület (km²) |
| -------------- | ------ | --------------------------- | -------------------------- | ------------- |
| Putnok         | város  | Ózdi                        | 6 634                      | 34,72         |
| Aggtelek       | község | Edelényi                    | 535                        | 43,82         |
| Alsószuha      | község | Kazincbarcikai              | 479                        | 22,42         |
| Bánréve        | község | Ózdi                        | 1 271                      | 6,62          |
| Dövény         | község | Kazincbarcikai              | 283                        | 11,65         |
| Dubicsány      | község | Ózdi                        | 285                        | 13            |
| Felsőkelecsény | község | Kazincbarcikai              | 364                        | 7,99          |
| Felsőnyárád    | község | Kazincbarcikai              | 980                        | 11,67         |
| Gömörszőlős    | község | Ózdi                        | 77                         | 8,77          |
| Hét            | község | Ózdi                        | 493                        | 3,71          |
| Imola          | község | Kazincbarcikai              | 96                         | 18,12         |
| Jákfalva       | község | Kazincbarcikai              | 525                        | 9,06          |
| Jósvafő        | község | Edelényi                    | 235                        | 21,55         |
| Kánó           | község | Kazincbarcikai              | 163                        | 13,78         |
| Kelemér        | község | Ózdi                        | 525                        | 18,81         |
| Királd         | község | Ózdi                        | 834                        | 7,88          |
| Ragály         | község | Kazincbarcikai              | 649                        | 15,54         |
| Sajómercse     | község | Ózdi                        | 221                        | 11,18         |
| Sajónémeti     | község | Ózdi                        | 493                        | 7,37          |
| Sajópüspöki    | község | Ózdi                        | 503                        | 9,45          |
| Sajóvelezd     | község | Ózdi                        | 826                        | 23,02         |
| Serényfalva    | község | Ózdi                        | 970                        | 19,64         |
| Szuhafő        | község | Kazincbarcikai              | 141                        | 16,05         |
| Trizs          | község | Kazincbarcikai              | 195                        | 10,25         |
| Zádorfalva     | község | Kazincbarcikai              | 480                        | 13,75         |
| Zubogy         | község | Kazincbarcikai              | 577                        | 11,43         |

## Története
A Putnoki járás első ízben 1910-ben jött létre Gömör és Kis-Hont vármegyében. Községeinek egy része 1918-tól csehszlovák uralom alatt állt, amit a trianoni békeszerződés 1920-ban megerősített. Az 1923-as megyerendezés során Borsod, Gömör és Kishont k.e.e. vármegyéhez került, 1938–44 között az ismét önálló Gömör és Kishont része volt, majd 1945–50 között Borsod-Gömör vármegyéé, végül az 1950-es megyerendezéskor Borsod-Abaúj-Zemplén megyébe sorolták. A Putnoki járás 1961 végén megszűnt, községeit ekkor felosztották az Edelényi és az Ózdi járás között, és a 2013-tól ide tartozó községek 1983-ban, a járások megszüntetése előtt is e két járáshoz tartoztak.